# Návod ke čtení manuálu
Návod ke čtení manuálu je první studiová deska Ondřeje Ládka aka Xindla X, která vyšla 29. září 2008 u Good Day Records a v následných reedicích u Championship music. Producenty desky byli Xindl X a Jiří Mašek. Celková délka je 53 minut a 51 sekund.
Deska získala nominaci na Anděla za folk a country za rok 2008 a v následujícím roce nominace na píseň roku a klip roku, oboje za skladbu Anděl. Za prodeje získal Xindl X zlatou desku.
Prvním singlem z desky byla píseň Anděl, druhým skladba Dysgrafik, která však jako singl vyšla v jiné aranži, než v jaké je na desce.

## Písně
Není-li uvedeno jinak, je autorem hudby i textu Ondřej Ládek.
1. Anděl
2. Styky
3. Relativní blues
4. Nech to koňovi
5. Můj cíl
6. Mamut
7. S lítostí vám ozamujeme
8. Čert nás vem
9. Pac a pusu
10. Žádaný a nežádoucí
11. Moje Malá Milá
12. Restart (Ondřej Ládek/Ondřej Ládek, Vladimír Heřman, Václav Magid)
13. Cool v plotě
14. Dysgrafik

## Účinkují
- Xindl X – zpěv a kytary (1–14), baskytara (4, 6)
- Robert Švehla – bicí (1–13)
- Filip Markes – saxofon (1–5, 7–13), klarinet (2, 4, 8)
- Jan Vaníček – baskytara (1–3, 5, 7–13)
- Petr Novotný – klávesy (2, 7, 11, 13)
- Aranže smyčců (13)
- Kvartet Apolón – smyčce (13)
- Marek Poledna – button box (10,12)
- Jana Infeldová – zpěv (4, 8, 9)
- Canny – zpěv (10), sbor (13)
- Jiří Vaněk – sbor (13)
- František Řezníček – sbor (13)
- Jan Špalek – sbor (13)
- Pavel Klinger – sbor (13)
- Lukáš Landa – sbor (13)
- Jakub Mihálik – sbor (13)